# Rødsand
Rødsand är en sandbank i Danmark.   Det ligger 3 km väster om Gedser i Guldborgsunds kommun i Region Själland. I området söder om Rødsand finns ett stort antal vindkraftverk.